# Pochi giorni
Pochi giorni è un singolo del cantautore italiano Daniele Silvestri, realizzato con la collaborazione di Diodato e pubblicato il 24 giugno 2016. Il brano è stato estratto dall'ottavo album in studio Acrobati.

## Descrizione
La canzone è scritta di getto e affronta in modo ironico quel sentimento di mancanza e di insicurezza che spesso si prova nello stare lontani dalla persona amata anche solo per “pochi giorni”.

## Video musicale
Il videoclip, costruito su un mosaico di immagini girate da Giacomo Citro tra la lavorazione del disco al Terminal 2 Studio di Roma e il tour teatrale che ha fatto registrare 27 sold out, è stato pubblicato il 30 giugno 2016 attraverso il canale YouTube del cantante e fa trasparire l’atmosfera piena di entusiasmo e di magia respirata da Daniele e da tutti i suoi compagni di viaggio. Nel video, infatti, compaiono quasi tutte le persone che hanno collaborato con Daniele in questi mesi, insieme agli special guest del brano: Antonio Diodato ai cori, Mauro Ottolini e Roy Paci ai fiati, Adriano Viterbini alla chitarra.

## Tracce
- Download digitale

1. Pochi giorni (feat. Diodato) – 3:51